# El accidente
El accidente es una serie de televisión española producida por Globomedia para Telecinco. La serie, adaptación libre de la ficción turca Son, comenzó a emitirse el 28 de noviembre de 2017. 
Está protagonizada por Inma Cuesta, Quim Gutiérrez, Eusebio Poncela y Berta Vázquez entre otros y la trama se desarrolla en una única temporada de 13 episodios con final medio abierto.

## Argumento
José (Quim Gutiérrez), un modélico padre y esposo al frente de una pequeña empresa familiar, se embarca supuestamente en un avión que sufre un accidente del que no han salido supervivientes. 
Sin embargo, nadie parece saber nada de él, no le encuentran entre los fallecidos ni figura en la lista de los malogrados pasajeros. 
A partir de ese momento, su mujer Lucía (Inma Cuesta) se zambulle en una frenética búsqueda de José, desencadenando una peligrosa vorágine de acontecimientos que la obligan a dejar de ser la mujer corriente que era para convertirse en una mujer que no sabía que podía llegar a ser.

### Final de la serie
La serie termina definitivamente en el Capítulo 13 de la primera temporada con un enfrentamiento armado y la muerte de algunos de sus personajes.

## Reparto

### Reparto principal
- Inma Cuesta como Lucía Romero Montes
- Quim Gutiérrez como José Espada García
- Berta Vázquez como María Ndongala
- Alain Hernández como Juan Espada García
- Eusebio Poncela como João Ferreira Silva

### Reparto secundario
- Jorge Bosch como Inspector Ramón Sánchez
- Joel Bosqued como Manuel Romero Montes
- Pilar Gómez como Isabel
- Mariana Cordero como Teresa García
- Joaquín Notario como Raimundo Romero
- Consuelo Trujillo como Rosario Montes
- Elena Seijo como Lula Ferreira Silva
- César Mateo como Ignacio «Nacho» Hervás Lobato
- Daniel Albaladejo como Julián
- Hugo Fuertes como Samuel Espada Romero
- David Reymonde como Nicolás Ortiz «Nico»
- Filipe Duarte como Paul Bresson
- Claudio Villarrubia como Lucas
- Manuel Pizarro como Tomás
- Carlos Robles como Martín
- Fernando Valdivielso como Antonio «Toni» Salazar «Chupito»

## Temporadas y episodios
| Temporada | Temporada | Episodios | Estreno                 | Final                 | Audiencia media | Audiencia media | Audiencia media |
| Temporada | Temporada | Episodios | Estreno                 | Final                 | Espectadores    | Cuota           |                 |
| --------- | --------- | --------- | ----------------------- | --------------------- | --------------- | --------------- | --------------- |
|           | 1         | 13        | 28 de noviembre de 2017 | 20 de febrero de 2018 | 2 608 000       | 16,3%           |                 |
| Total     | Total     | 13        | 2017                    | 2018                  | 2 608 000       | 16,3%           |                 |

### Primera temporada (2017-2018)
| N.º (serie) | N.º (temp.) | Título                    | Director(es)         | Guionista(as)                                         | Fecha de emisión        | Audiencia         |
| ----------- | ----------- | ------------------------- | -------------------- | ----------------------------------------------------- | ----------------------- | ----------------- |
| 1           | 1           | «Adiós, amor»             | Inés París           | Inés París                                            | 28 de noviembre de 2017 | 3 243 000 (20,3%) |
| 2           | 2           | «La soledad»              | Jesús Rodrigo        | Inés París                                            | 5 de diciembre de 2017  | 2 709 000 (17,0%) |
| 3           | 3           | «Apariciones»             | Sandra Gallego       | Inés París, Carlos Asorey Brey y Eduardo Zaramella    | 12 de diciembre de 2017 | 2 623 000 (17,2%) |
| 4           | 4           | «La matanza»              | David Molina Encinas | Adriana Rivas y Guillermo Cisneros                    | 19 de diciembre de 2017 | 2 525 000 (17,0%) |
| 5           | 5           | «Cuidados intensivos»     | Jesús Rodrigo        | Adriana Rivas y Guillermo Cisneros                    | 26 de diciembre de 2017 | 2 456 000 (16,2%) |
| 6           | 6           | «La entrega»              | Sandra Gallego       | Inés París, Adriana Rivas y Guillermo Cisneros        | 2 de enero de 2018      | 2 524 000 (14,9%) |
| 7           | 7           | «Los ángeles blancos»     | Iñaki Peñafiel       | Inés París, Adriana Rivas y Guillermo Cisneros        | 9 de enero de 2018      | 2 571 000 (15,3%) |
| 8           | 8           | «La huida»                | David Molina Encinas | Adriana Rivas y Guillermo Cisneros                    | 16 de enero de 2018     | 2 403 000 (15,4%) |
| 9           | 9           | «La cena»                 | Sandra Gallego       | Inés París, Eduardo Zaramella y Carlos Asorey Brey    | 23 de enero de 2018     | 2 298 000 (15,3%) |
| 10          | 10          | «Un ángel en el infierno» | Iñaki Peñafiel       | Inés París, Eduardo Zaramella y Carlos Asorey Brey    | 30 de enero de 2018     | 2 496 000 (15,5%) |
| 11          | 11          | «La decisión de José»     | Sandra Gallego       | Adriana Rivas, Eduardo Zaramella y Carlos Asorey Brey | 6 de febrero de 2018    | 2 460 000 (14,6%) |
| 12          | 12          | «La detención»            | Inés París           | Inés París                                            | 13 de febrero de 2018   | 2 683 000 (15,7%) |
| 13          | 13          | «La lluvia»               | Iñaki Peñafiel       | Adriana Rivas y Guillermo Cisneros                    | 20 de febrero de 2018   | 2 913 000 (17,5%) |

### Crónica de... 'El accidente'
| Programas emitidos | Programas emitidos | Programas emitidos | Programas emitidos | Programas emitidos |
| N.º                | Fecha de emisión   | Espectadores       | Cuota de pantalla  |                    |
| ------------------ | ------------------ | ------------------ | ------------------ | ------------------ |
| 1                  | 02/01/2018         | 1 310 000          | 7,0%               |                    |
| 2                  | 20/02/2018         | 1 217 000          | 5,7%               |                    |